# 布萊克伯德鎮區 (內布拉斯加州瑟斯頓縣)
布萊克伯德鎮區（英語：Blackbird Township）是位於美國內布拉斯加州瑟斯頓縣的一個行政鎮區。

## 地方資料
布萊克伯德鎮區的面積為70.09平方千米，當中陸地面積為67.89平方千米，而水域面積為2.20平方千米。根據2020年美國人口普查的數據，當地共有人口1268人，而人口密度為每平方千米18.09人。